# (16682) Donati
(16682) Donati (1994 FB) – planetoida z grupy pasa głównego asteroid okrążająca Słońce w ciągu 3,36 lat w średniej odległości 2,24 j.a. Odkryta 18 marca 1994 roku.